# Argyria argentana
Argyria argentana là một loài bướm đêm trong họ Crambidae.